# Снофру
Снофру (також Снефру або Сенеферу; грецькою Соріс, тронне ім'я — Небмаат) — єгипетський фараон з 2673 до н.е. по 2649 до н.е., засновник четвертої династії (кін. 28 — сер. 26 століть до н.е.). Правив, згідно з Туринським папірусом — 24 роки, згідно з Манефоном — 29 років. За його правління Єгипет здійснив спустошливі походи в Нубію, захопивши значну кількість полонених і худоби. З Біблу було доставлено 40 кораблів з кедровим лісом, будувались судна, численні споруди. Література Середнього царства і пізніша традиція характеризує Снофру як мудрого правителя. Його сином був Рахотеп, один з перших верховних жерців Ра.

## ПірамідиСнофру

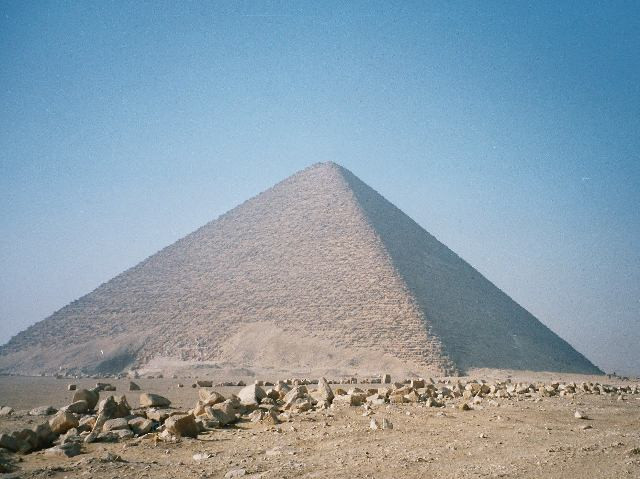
Червона піраміда

Снофру — батько фараона Хеопса (Хуфу), будівника найбільшої піраміди на плато Гіза. Єгиптологи припускають, що Снофру був вражений пірамідою фараона третьої династії Джосера, яка в той час була найбільшою гордістю Єгипту і мріяв про свою власну. Ставши фараоном, розпочав будівництво піраміди в місцевості Медум. Піраміда висотою близько 60 м почала руйнуватися під власною вагою, і її довелось зробити ступінчатою. Тоді він став будувати іншу піраміду в місцевості Дашур. Для запобігання руйнації довелось зменшити кут нахилу стін біля верхівки з 54 до 43 градусів, тому піраміда називається Похилою. Не зупинившись, він побудував третю — Червону піраміду, приблизно за кілометр від Похилої. Червона піраміда — перша з рівними стінами і є власне геометричною пірамідою, хоча не є правильною пірамідою, оскільки для запобігання руйнації кут нахилу стін вибрано 43, а не 45 градусів. Хоча піраміди Снофру менші за Велику піраміду Хеопса, сукупна кількість каменю, витраченого на їх будівництво, найбільша за всю історію фараонів.